# Sally Menke
Sally Menke est une monteuse de film américaine née le 17 décembre 1953 à Mineola, État de New York, et morte le 27 septembre 2010 à Los Angeles. Elle est principalement connue pour avoir réalisé le montage de tous les films du réalisateur Quentin Tarantino jusqu'à Inglourious Basterds en 2009. 

## Biographie
Sally Menke est la fille de Warren et Charlotte Menke, tous deux professeurs à l'université de Clemson. En 1977, elle sort diplômée en cinéma de la Tisch School of the Arts. Elle se marie en 1986 au réalisateur Dean Parisot, avec qui elle a deux enfants : Lucas et Isabella. En 1990, elle assure le montage de son premier film important, Les Tortues ninja (Teenage Mutant Ninja Turtles). Elle rencontre ensuite Quentin Tarantino qui cherche un monteur pour son premier film et s'entend immédiatement très bien avec lui. Jusqu'à sa mort, elle assure dès lors le montage de tous les films de Tarantino et est nommée à deux reprises à l'Oscar du meilleur montage, pour Pulp Fiction et Inglourious Basterds. 

### Décès
Elle est retrouvée morte à Bronson Canyon, Los Angeles, le 28 septembre 2010, à l'âge de 56 ans. Elle était partie faire de la randonnée la veille par une température dépassant 40 °C, ce qui a pu être un facteur de son décès de cause naturelle,. Incinérée, ses cendres sont remises à la famille.

## Filmographie

### Monteuse
- 1984 : Cold Feet de Bruce Van Dusen
- 1990 : Les Tortues ninja (Teenage Mutant Ninja Turtles) de Steve Barron
- 1991 : The Search for Signs of Inteligent Life in the Universe de John Bailey
- 1992 : Reservoir Dogs de Quentin Tarantino
- 1994 : Entre ciel et terre (Heaven and Earth) d'Oliver Stone
- 1994 : Pulp Fiction de Quentin Tarantino
- 1995 : Groom Service (Four Rooms) (film à sketches) - segment The Man from Hollywood de Quentin Tarantino
- 1996 : Les Hommes de l'ombre (Mulhollands Falls) de Lee Tamahori
- 1997 : Le Veilleur de nuit (Nightwatch) d'Ole Bornedal
- 1997 : Jackie Brown de Quentin Tarantino
- 2000 : João Mata Sete de Xavier Beauvois et Eugene John Bellida
- 2001 : Daddy and Them de Billy Bob Thornton
- 2001 : De si jolis chevaux (All the Pretty Horses) de Billy Bob Thornton
- 2003 : Kill Bill : Volume 1 de Quentin Tarantino
- 2004 : Kill Bill : Volume 2 de Quentin Tarantino
- 2007 : Boulevard de la mort (Death Proof) de Quentin Tarantino, dans le diptyque Grindhouse avec Robert Rodriguez
- 2009 : Inglourious Basterds de Quentin Tarantino
- 2010 : Peacock (vidéo) de Michael Lander

### Productrice exécutive
- 2001 : De si jolis chevaux (All the Pretty Horses) de Billy Bob Thornton

## Récompenses

### 2004
- Las Vegas Film Critics Society Awards : Sierra Award du meilleur montage pour Kill Bill : Volume 1 de Quentin Tarantino
- Hollywood Film Festival : Hollywood Film Award de la monteuse de l'année[6]
- San Diego Film Critics Society Awards : SDFCS Award du meilleur montage pour Kill Bill : Volume 1

## Nominations

### 1995
- Oscars : meilleur montage pour Pulp Fiction de Quentin Tarantino
- American Cinema Editors : Eddie Award du meilleur montage pour Pulp Fiction
- BAFTA : meilleur montage pour Pulp Fiction

### 2004
- BAFTA : meilleur montage pour Kill Bill : Volume 1

### 2005
- American Cinema Editors : Eddie Award du meilleur montage pour Kill Bill : Volume 2 de Quentin Tarantino

### 2010
- Oscar du meilleur montage pour Inglourious Basterds
- British Academy Film Award du meilleur montage pour Inglourious Basterds
- Critics' Choice Movie Award du meilleur montage pour Inglourious Basterds